# その先へ (DREAMS COME TRUEの曲)

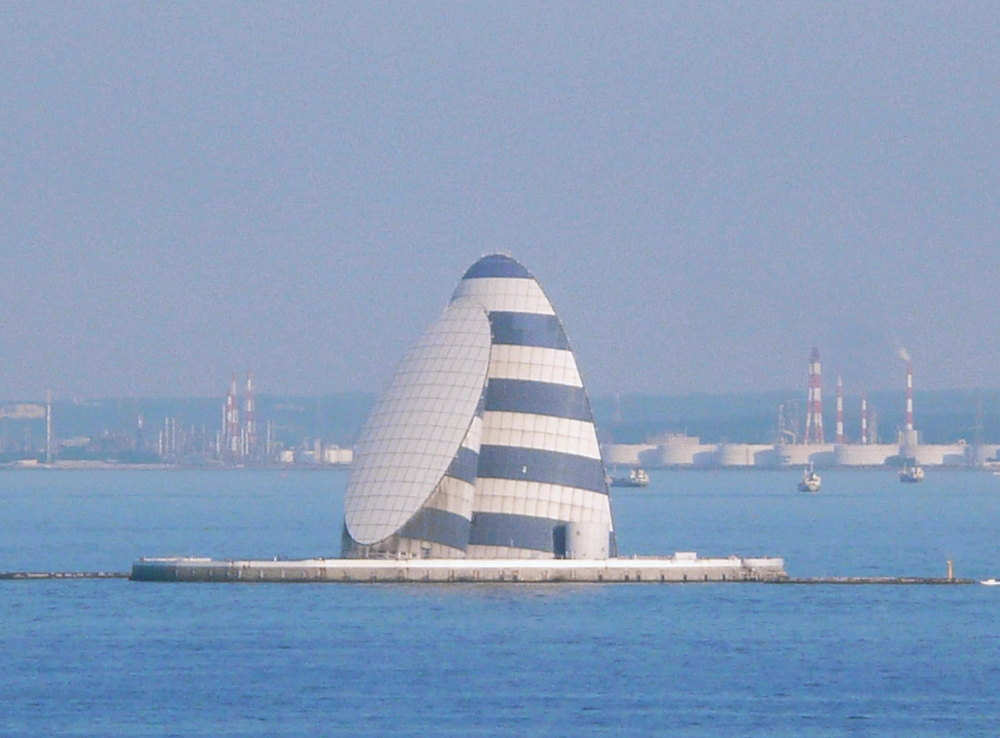
「その先へ」のPV撮影が行われた東京湾アクアラインの『風の塔』（川崎人工島）

「その先へ」（そのさきへ）は、DREAMS COME TRUEの45作目のシングル。2009年9月9日発売。

## 概要
前作「GOOD BYE MY SCHOOL DAYS」から約7か月ぶりのシングル。
本作はDCT records所属のロックバンド「FUZZY CONTROL」がフィーチャリングアーティストとして参加。そのため本作のみ「DREAMS COME TRUE feat. FUZZY CONTROL」名義でのシングルとなっている。また、同バンドでボーカルとギターを担当しているJUON（鎌田樹音）が作曲としてクレジットされている。
初回限定盤は「サンキュ.プライス」として999円の価格で販売された。無くなり次第、通常盤価格（1,260円）となる。なお、内容はどちらも同じである。

## 収録曲
1. その先へ（作詞：吉田美和　作曲：中村正人・吉田美和・鎌田樹音　編曲：中村正人）
  - フジテレビ系全国ネット『救命病棟24時』主題歌（第4シリーズ）。本ドラマシリーズの主題歌は「朝がまた来る」「いつのまに」「何度でも」に続き4度目となる。
  - PVは東京湾アクアラインの風の塔（川崎人工島）にて収録された。
  - PVは2011年開催の「DREAMS COME TRUE WONDER LAND 2011」のツアーパンフレットに付属する特典DVDにおさめられている。
  - DREAMS COME TRUEメンバー以外の日本人が作曲クレジットされたのは初めてである。
  - 2009年のNHK『第60回NHK紅白歌合戦』でテレビ初披露され、自身初の紅組トリを務めた。紅白のメイン演奏を担当する三原綱木とザ・ニューブリード、東京放送管弦楽団も演奏に加わるなど、華やかなステージとなった。
2. DREAMS COME TRUE CONCERT TOUR 2009 "ドリしてます?"スペシャルメドレー
あなたに会いたくて～STILL～うれしい!たのしい!大好き!～MEDICINE～笑顔の行方～今度は虹を見に行こう～Eyes to me～愛しのハピィデイズ～眼鏡越しの空～決戦は金曜日
  - 2009年に行われた20周年ツアーのライブ音源。全10曲のメドレーとなっており、総収録時間は20分を超える。
  - 2009年8月8日にスカパー！で放送された『DREAMS COME TRUE CONCERT TOUR 2009 ドリしてます？』と同じ音源である。

## 収録アルバム
- LOVE CENTRAL (#1)
- THE SOUL FOR THE PEOPLE 〜東日本大震災支援ベストアルバム〜 (#1)
- DREAMS COME TRUE THE BEST! 私のドリカム (#1)